# DayZ
DayZ je akční videohra od českého studia Bohemia Interactive Studio; původně vznikla pod týmž názvem jako modifikace pro hru ArmA 2, jež výrazně zvýšila prodeje hry. DayZ patří mezi MMO hry s otevřeným světem a nádechem survival hororu. Alfa verze hry vyšla na konci roku 2013 díky službě Steam, která hru zveřejnila, prozatím jako Early Alpha access (neboli předběžná alfa verze). Řadí se mezi světově nejúspěšnější české hry

## Princip hry
Hra umisťuje hráče do Černoruska (rusky Черноруссия, anglicky Chernarus), fiktivní postsovětské republiky o rozloze 225 km², kde se všichni obyvatelé infikovali neznámým virem a stali se z nich agresivní kanibalové s minimální inteligencí. V roli přeživšího se hráč musí naučit přežít v tomto světě a postarat se, aby měl dostatek jídla, pití, zbraní, oblečení, léků a podobně. Hra si zakládá na propracovaných systémech, kdy sebemenší detail může hrát roli; jednou z nejdůležitějších věcí, které si musí hráč sledovat, je přísun potravy a tekutin. Pokud postava ve hře delší dobu nepije začne být dehydrována a po delší době může nastat i smrt. To samé platí i u jídla. Postava ve hře Vám bude vždy pečlivě dávat najevo co má a co jí chybí. Od pocitu zvracení z přejedení a přepití se až po onemocnění ze snědení shnilého ovoce. Zemřít v DayZ je prakticky jedna z nejjednodušších věcí, které hra umožňuje; její unikátnost tkví v tom, že když postava zemře, objeví se opět někde na mapě jako tzv. New spawn ([spɔːn]; znovu narozený): že veškerá získaná výbava zmizí a hráči zbývá začít úplně nanovo.

## Hrdinové vs. banditi
Jak již bylo zmíněno, vzhledem k tomu, že se jedná o hru pro více hráčů (multiplayer [ˈmʌltipleɪə(r)]), budete při svém hraní narážet kromě infikovaných, také na ostatní hráče. Je pouze na Vás jak zareagujete a zda se budete pokoušet navázat přátelství, či snažit se druhého hráče přelstít a zabít, za účelem ukořistění jeho věcí. Obecně by se hráči dali rozdělit do dvou kategorií, které určují, jak hráč hraje proti ostatním.

### Banditi
Tato skupina hráčů je pro DayZ typická a většina hráčů zvolí spíše strategii banditismu, ať už z vlastního potěšení, či jen ze strachu z ostatních; jde o hráče, kteří neváhají použít agresi a zabíjejí vše, co se jen pohne. A aby toho nebylo ještě málo, než vás zabíjí, chtějí si s vámi pohrát. Při setkání s gangem banditů můžete očekávat spousty zákeřností, které vám mají znepříjemnit život: od obyčejného zabití hned jak vás spatří, až po spoutání, nakrmením shnilým ovocem, zavedení krevní infuze s nevhodnou krví, nebo jen zlomení nohou. Těmto hráčům jde převážně o jediné a tím je vše co vlastníte nebo vaše smrt.

### Hrdinové
Tato hráčská skupina je oproti banditům jejich pravý opak; hrdinové se snaží pomáhat, pokud možno v každém případě. Pokud vás vidí jak běžíte a krvácíte, pomůžou vám se zabandážovat. Dají vám klidně kus své zásoby jídla nebo lékařských zásob a někteří dokonce zbraň. Hlavní cíle hráče, který se snaží jít cestou hrdiny, je pomáhat ostatním a vyhledat a zlikvidovat padouchy. Samozřejmě hra nijak nereguluje, jak hrajete a proto můžete využít i příležitost snažit se hrát tzv. friendly ([ˈfrendli]; neboli přátelsky) a po pár minutách získání důvěry změnit stranu a všechny vaše nové přátele zneškodnit a tím se stát banditou.

## Chování ve hře
Vzhledem k tomu, že hra samotná nemá žádná pravidla, pokouší se o jejich stanovení sami hráči, sdružující se kolem jednotlivých serverů. Ve hře je tak možné narazit na servery, které hráčům určitá pravidla předepisují, případně vynucují formou blokací. Nejběžnější výrazy použité v interních pravidlech serverů jsou následující:

### PVE – player vs. environment (hráč proti prostředí)
Tyto servery jsou zaměřené na soupeření s infikovanými a přírodními živly, zabíjení jiných hráčů bez důvodu může být trestáno

### PVP – player vs. player (hráč proti hráči)
Na těchto serverech (je jich většina) nejsou žádná pravidla ohledně chování hráčů a zabíjení (případně konzumace jejich masa), okrádání, vydírání a zajímaní je zcela přípustné chování.

### KOS – killing on sight (zabití na potkání)
Pokud pravidla serveru obsahují NO KOS, znamená to, že je zakázané zabíjení dalších hráčů na potkání. Zabití může být přípustné buď v sebeobraně, nebo při ochraně předmětů hráče, nebo jeho kolegů.

### Friendly – (přátelské)
Předpokládá, že se hráči budou vůči sobě chovat přátelsky, nebo neutrálně. Na friendly serverech bývá obvykle zakázáno KOSlay

### RP – RolePlay
Tyto servery a styly hraní nejsou úplně typické pro každou hru, ale DayZ je pro herní styl RolePlay jako dělaná. Servery mají většinou svá, speciální pravidla, která nejlépe umožňují hrát samotný RolePlay. Hráč si zvolí postavu, profese či jiné další dovednosti a hraje za danou postavu, například si hráč zvolí farmáře, tak nosí a dělá to co farmář. Dále hráči vůbec nekomunikují ve hře o ničem co se děje mimo herní svět, pro hráče co hrají RolePlay musí existovat pouze ten svět herní.